# Hiparc de Colarges
Hiparc de Colarges (en llatí Hipparchus, en grec antic Ἵππαρχος), era un membre de la dinastia dels Pisistràtides, nascut a Colarges a Àtica, parent llunyà d'Hiparc fill de Pisístrat.
Hiparc de Colarges, que va viure al segle v aC, és conegut per ser la primera persona d'Atenes condemnada a l'ostracisme, l'any 488 aC o potser el 487 aC, segons diu Plutarc.